# Comuna Kuna, Haisîn
Kuna (în ucraineană Куна) este o comună în raionul Haisîn, regiunea Vinnița, Ucraina, formată din satele Kociuriv, Kuna (reședința), Krutohorb și Mareanivka.

## Demografie
Componența lingvistică a satului Kuna
     Ucraineană (98,68%)
     Rusă (1,19%)
     Alte limbi (0,1%)
Conform recensământului din 2001, majoritatea populației satului Kuna era vorbitoare de ucraineană (98,68%), existând în minoritate și vorbitori de rusă (1,19%).